# Arachniodes pseudorepens
Arachniodes pseudorepens är en träjonväxtart som beskrevs av Nakaike. Arachniodes pseudorepens ingår i släktet Arachniodes och familjen Dryopteridaceae. Inga underarter finns listade.